# Lijst van nummer 1-albums in de LP Top 50 in 1984
Onderstaande albums stonden in 1984 op nummer 1 in de LP Top 50 de voorloper van de Media Markt Album Top 40. De lijst werd samengesteld door de Stichting Nederlandse Top 40.
| Nummer | Datum        | Artiest                   | Titel                      |
| ------ | ------------ | ------------------------- | -------------------------- |
| 149    | 7 januari    | UB40                      | Labour of love             |
|        | 14 januari   | UB40                      | Labour of love             |
|        | 21 januari   | UB40                      | Labour of love             |
| 150    | 28 januari   | Paul Young                | No parlez                  |
|        | 4 februari   | Paul Young                | No parlez                  |
|        | 11 februari  | Paul Young                | No parlez                  |
|        | 18 februari  | Paul Young                | No parlez                  |
|        | 25 februari  | Paul Young                | No parlez                  |
|        | 3 maart      | Paul Young                | No parlez                  |
|        | 10 maart     | Paul Young                | No parlez                  |
| 151    | 17 maart     | Golden Earring            | N.E.W.S.                   |
|        | 24 maart     | Golden Earring            | N.E.W.S.                   |
|        | 31 maart     | Golden Earring            | N.E.W.S.                   |
| 152    | 7 april      | The Alan Parsons Project  | Ammonia Avenue             |
|        | 14 april     | The Alan Parsons Project  | Ammonia Avenue             |
| 147    | 21 april     | Lionel Richie             | Can't slow down            |
|        | 28 april     | Lionel Richie             | Can't slow down            |
|        | 5 mei        | Lionel Richie             | Can't slow down            |
|        | 12 mei       | Lionel Richie             | Can't slow down            |
|        | 19 mei       | Lionel Richie             | Can't slow down            |
|        | 26 mei       | Lionel Richie             | Can't slow down            |
| 153    | 2 juni       | Queen                     | The works                  |
|        | 9 juni       | Queen                     | The works                  |
| 154    | 16 juni      | Duran Duran               | Seven and the ragged tiger |
|        | 23 juni      | Duran Duran               | Seven and the ragged tiger |
|        | 30 juni      | Duran Duran               | Seven and the ragged tiger |
|        | 7 juli       | Duran Duran               | Seven and the ragged tiger |
|        | 14 juli      | Duran Duran               | Seven and the ragged tiger |
| 155    | 21 juli      | Spandau Ballet            | Parade                     |
|        | 28 juli      | Spandau Ballet            | Parade                     |
|        | 4 augustus   | Spandau Ballet            | Parade                     |
|        | 11 augustus  | Spandau Ballet            | Parade                     |
|        | 18 augustus  | Spandau Ballet            | Parade                     |
|        | 25 augustus  | Spandau Ballet            | Parade                     |
|        | 1 september  | Spandau Ballet            | Parade                     |
|        | 8 september  | Spandau Ballet            | Parade                     |
|        | 15 september | Spandau Ballet            | Parade                     |
| 156    | 22 september | Sade                      | Diamond life               |
|        | 29 september | Sade                      | Diamond life               |
|        | 6 oktober    | Sade                      | Diamond life               |
|        | 13 oktober   | Sade                      | Diamond life               |
|        | 20 oktober   | Sade                      | Diamond life               |
| 157    | 27 oktober   | Prince & The Revolution   | Purple rain                |
|        | 3 november   | Prince & The Revolution   | Purple rain                |
|        | 10 november  | Prince & The Revolution   | Purple rain                |
|        | 17 november  | Prince & The Revolution   | Purple rain                |
|        | 24 november  | Prince & The Revolution   | Purple rain                |
|        | 1 december   | Prince & The Revolution   | Purple rain                |
|        | 8 december   | Prince & The Revolution   | Purple rain                |
| 158    | 15 december  | Wham!                     | Make it big                |
|        | 22 december  | Wham!                     | Make it big                |
|        | 29 december  | geen LP Top 50 verschenen | geen LP Top 50 verschenen  |

Lijsten van nummer 1-albums in de Nederlandse Album Top 100

1969 ·
1970 ·
1971 ·
1972 ·
1973 ·
1974 ·
1975 ·
1976 ·
1977 ·
1978 ·
1979 ·
1980 ·
1981 ·
1982 ·
1983 ·
1984 ·
1985 ·
1986 ·
1987 ·
1988 ·
1989 ·
1990 ·
1991 ·
1992 ·
1993 ·
1994 ·
1995 ·
1996 ·
1997 ·
1998 ·
1999 ·
2000 ·
2001 ·
2002 ·
2003 ·
2004 ·
2005 ·
2006 ·
2007 ·
2008 ·
2009 ·
2010 ·
2011 ·
2012 ·
2013 ·
2014 ·
2015 ·
2016 ·
2017 ·
2018 ·
2019 ·
2020 ·
2021 ·
2022 ·
2023 ·
2024 ·
2025

Lijsten van nummer 1-albums van de Stichting Nederlandse Top 40

1969 ·
1970 ·
1971 ·
1972 ·
1973 ·
1974 ·
1975 ·
1976 ·
1977 ·
1978 ·
1979 ·
1980 ·
1981 ·
1982 ·
1983 ·
1984 ·
1985 ·
1986 ·
1987 ·
1988 ·
1989 ·
1990 ·
1991 ·
1992 ·
1993 ·
1994 ·
1995 ·
1996 ·
1997 ·
1998 ·
1999 ·
2011 ·
2012 ·
2013 ·
2014 ·
2015
- Nederland
- Nederland (LP Top 50)